# Battle Grounds
Battle Grounds  ist eine kostenlose Half-Life-Modifikation im Final-Status. Für Half-Life 2 ist eine Betaversion verfügbar. Das Spiel ist im Amerikanischen Unabhängigkeitskrieg im 18. Jahrhundert angesiedelt und stellt Gefechte zwischen königlichen englischen Redskirts und den amerikanischen Rebellen dar.

## Besonderheiten
Ziel ist es durch das Halten von Flaggenpunkten als Mannschaft möglichst viele Punkte zu sammeln. Charakteristisch für diese Modifikation ist die lange Nachladezeit von ca. 7,5 Sekunden nach einer Schussabgabe und die daraus resultierende Nahkampflastigkeit mit Bajonett und Säbel. Es gibt grundsätzlich drei Klassen im Spiel, die sich in Nah- und Fernkampffertigkeiten unterscheiden.

### Klassen

#### Loyalist und Minuteman
Sie verfügen über eine Muskete mit hoher Reichweite und Präzision, jedoch geringer Durchschlagskraft. Der Minuteman kann im Nahkampf ein etwas schwächeres Bajonett zurückgreifen, der Loyalist verfügt über ein Messer mit geringer Reichweite.

#### Continental Soldier und Royal Infantry
Ihr Muskete ist weniger genau, verfügt aber über größere Durchschlagskraft, ein Treffer aus der Nähe in die Brust ist tödlich. Im Nahkampf verfügen sie über ein starkes Bajonett.

#### Royal Officer und Continental Officer
Sie verfügen über eine Pistole mit hoher Feuerrate, aber geringer Durchschlagskraft und Genauigkeit, sowie über ein nahkampfstarkes Säbel.

## Auszeichnungen
Gamespy vergab der Mod den Award „Top Ten Half-Life Mods You Aren't Playing“.